# Ian McKellen
Sir Ian McKellen, KBE (Burnley, 25. svibnja 1939.) engleski je glumac.

## Životopis
Sir Ian rodio se u gradiću Burnley nekoliko mjeseci prije početka Drugog svjetskog rata, a odrastao je u gradu Wiganu gdje je otac bio protestanstki svećenik. Otac mu je 1951. godine dobio premještaj u Bolton, a neko vrijeme kasnije iste godine umire mu majka. Otac mu se ponovno ženio, ali i on umire rano te Ian s 24 godine ostaje siroče. S tri godine bio je prvi puta u kazalištu kada je gledao Petra Pana koji mu se nije previše sviđao, ali je ipak zajedno s roditeljima i sestrom rado išao na predstave Williama Shakespearea. Glumio je u školskim predstvama, a s osamnaest godina dobio je stipendiju za koledž St. Catherine’s u Cambridgeu, gdje je 1961. godine diplomirao engleski jezik. Prva kazališna produkcija mu je bila Shakespearov Henrik IV., a u predstavi Miris cvijeća dobio je pozornost kritike te je od 1965. godine član Narodnog kazališta Laurence Olivier u Old Vicu.

## Karijera
Između 1970. i 1980., glumio je većinom u Shakespearovim dramama (Royal Shakespeare Company i Royal National Theatre), a u Macbethu glumio je zajedno s Judi Dench. Prvu zapaženu filmsku ulogu imao je u filmu Svećenik ljubavi iz 1981. godine, a Hollywood ga je prepoznao tijekom 1990.-ih, a među ostalima se izdvajaju filmovi poput Šest stupnjeva odvojenosti (s Will Smithom i Donaldom Sutherlandom) iz 1993. te film Bogovi i čudovišta iz 1998. za što je bio nominiran za Oscara. Popularnost je stekao 2000. glumeći Magneta u X-Menu, a nakon što su Sean Connery i Patrick Stewart odbili Ian je prihvaio ponudu Petera Jacksona za ulogu Gandalfa u trilogiji Gospodar prstenova (ulogu je ponovio i u Hobitu). Kada je 2002. godine umro Richard Harris bila mu je ponuđena uloga Dumbledora, za kasnije filmove o Harry Potteru, koju je odbio te je uloga pripala Michael Gambon

## Osobni život i zanimljivosti
Godine 2012. na radiju BBC-a priznao kako je homoseksualac 25 godina, prvu ozbiljnu vezu imao je s profesorom povijesti s fakulteta, a u vezi je bio i s redateljem Seanom Mathiasom. Također 2012. godine, javno je objavio i da boluje od raka prostate, a 2011. godine kupio je londonski pub za koji se pretpostavlja da je inspiriao Charlesa Dickensa za pisanje Olivera Twista. Godine 2007. objavljeno je kako je Ian McKellen postati vitezom Ujedinjenog Kraljevstva

## Odabrana filmografija
| Godina                    | Film (TV serija)                      | Uloga                   | Bilješke                                |
| ------------------------- | ------------------------------------- | ----------------------- | --------------------------------------- |
| 1966.                     | David Copperfield                     | David Copperfield       | TV serija                               |
| 1981.                     | Svećenik ljubavi                      | D.H. Lawrence           | TV serija                               |
| 1989.                     | Odbrojavanje do rata                  | Adolf Hitler            |                                         |
| 1993.                     | Šest stupnjeva odvojenosti            | Geoffrey                |                                         |
| 1994.                     | Učiniti ću sve                        | John Earl McAlpine      |                                         |
| 1997.                     | Izopačeni                             | Ujak Freddie            |                                         |
| 1998.                     | Bogovi i čudovišta                    | James Whale             | Nominacija za Oscara                    |
| 1998.                     | Savršeni učenik                       | Kurt Dussander          |                                         |
| 2000.                     | X-Men                                 | Eric Lensherr / Magneto |                                         |
| 2001.                     | Gospodar prstenova: Prstenova družina | Gandalf                 | Nominacija za Oscara                    |
| 2002.                     | Gospodar prstenova: Dvije kule        | Gandalf                 |                                         |
| 2003.                     | X-Men 2                               | Eric Lensherr / Magneto |                                         |
| 2003                      | Gospodar prstenova: Povratak kralja   | Gandalf                 |                                         |
| 2005.                     | Azil                                  | Dr. Peter Cleave        |                                         |
| 2006.                     | Da Vincijev kod                       | Sir Leigh Teabing       |                                         |
| 2006.                     | X-Men: Posljednja fronta              | Eric Lensherr / Magneto |                                         |
| 2007.                     | Zvjezdana prašina                     | Jack                    | glumac, redatelj, producent i scenarist |
| 2007.                     | Zlatni kompas                         | Iorek Byrnison          | posudio glas                            |
| 2010.                     | Goldfinger                            | Auric Goldfinger        | posudio glas                            |
| 2012.                     | Hobit: Neočekivano putovanje          | Gandalf                 |                                         |
| 2013.                     | Hobit: Smaugova pustoš                | Gandalf                 |                                         |
| 2013. – 2016.             | Opaki par                             | Freddie Thornhill       | TV serija                               |
| 2014.                     | X-Men: Dani buduće prošlosti          | Magneto                 |                                         |
| 2014.                     | Hobit: Bitka pet vojski               | Gandalf                 |                                         |
| 2015.                     | Gospodin Holmes                       | Sherlock Holmes         |                                         |
| 2017.\|Ljepotica i zvijer | Din-don                               | posudio glas            |                                         |

## Nagrade

### Oscari
| Godina | Nominirano djelo                      | Kategorija               | Rezultat   |
| ------ | ------------------------------------- | ------------------------ | ---------- |
| 1993.  | Bogovi i čudovišta                    | Najbolji glavni glumac   | Nominacija |
| 2002.  | Gospodar prstenova: Prstenova družina | Najbolji sporedni glumac | Nominacija |

### Zlatni globus
| Godina | Nominirano djelo   | Kategorija                                                 | Rezultat   |
| ------ | ------------------ | ---------------------------------------------------------- | ---------- |
| 1996.  | Rikard III.        | Najbolji glumac - drama                                    | Nominacija |
| 1997.  | Rasputin           | Najbolji sporedni glumac - serija, mini serija ili TV film | Osvojeno   |
| 1999.  | Bogovi i čudovišta | Najbolji glumac - drama                                    | Nominacija |

## Emmy
| Godina | Nominirano djelo       | Kategorija                                       | Rezultat   |
| ------ | ---------------------- | ------------------------------------------------ | ---------- |
| 1994.  | A glazba i dalje svira | Sporedni glumac u mini seriji                    | Nominacija |
| 1996.  | Rasputin               | Sporedni glumac u mini seriji                    | Nominacija |
| 2007.  | Statisti               | Najbolji gostujući glumac u humorističnoj seriji | Nominacija |
| 2009.  | Sjajne predstave       | Najbolji glavni glumac u mini seriji ili filmu   | Nominacija |
| 2010.  | Zatvorenik             | Najbolji glavni glumac u mini seriji ili filmu   | Nominacija |

### BAFTA
| Godina | Nominirano djelo                      | Kategorija                                          | Rezultat   |
| ------ | ------------------------------------- | --------------------------------------------------- | ---------- |
| 2019   | Rikard III                            | Najdolji adaptirani scenarij Najbolji glavni glumac | Nominacija |
| 2019   | Rikard III                            | Najdolji adaptirani scenarij Najbolji glavni glumac | Nominacija |
| 2002.  | Gospodar prstenova: Prstenova družina | Najbolji glavni glumac                              | Nominacija |
| 2004.  | Gospodar prstenova: Povratak kralja   | Najbolji glavni glumac                              | Nominacija |
| 2016.  | Garderobijer                          | Najbolji sporedni glumac                            | Nominacija |

### Nagrada Saturn
| Godina | Nominirano djelo                      | Kategorija                       | Rezultat   |
| ------ | ------------------------------------- | -------------------------------- | ---------- |
| 1992   | Savršeni učenik                       | Najbolji sporedni glumac u filmu | Osvojeno   |
| 2002.  | Gospodar prstenova: Prstenova družina | Najbolji sporedni glumac u filmu | Osvojeno   |
| 2004.  | Gospodar prstenova: Povratak kralja   | Najbolji sporedni glumac u filmu | Nominacija |
| 2013.  | Hobit: Neočekivano putovanje          | Najbolji sporedni glumac u filmu | Nominacija |

## Vanjske poveznice
- | Logotip Zajedničkog poslužitelja | Zajednički poslužitelj ima još gradiva o temi Ian McKellen |
- Ian McKellen u internetskoj bazi filmova IMDb-u (engl.)